# Paxtafel
Een paxtafel of peisbord (Latijn: osculatorium, tabula pacis, lapis pacis) is liturgisch object voor het uitwisselen van de vredeskus in de katholieke mis. Materieel gaat het om een versierd tafeltje met handvat, soms in goud uitgevoerd, maar ook in hout, ivoor of een ander materiaal, meestal (rijkelijk) versierd met taferelen uit het evangelie.
Het gebruik ervan gaat terug naar de late middeleeuwen, een tijd waarin men afkerig was van wederzijds kussen in de mis. De vredeskus werd dan op het paxtafeltje gegeven, afgeveegd en dan doorgegeven aan de persoon die de  op zijn beurt doorgaf aan concelebrerende priesters.

## Voorbeelden

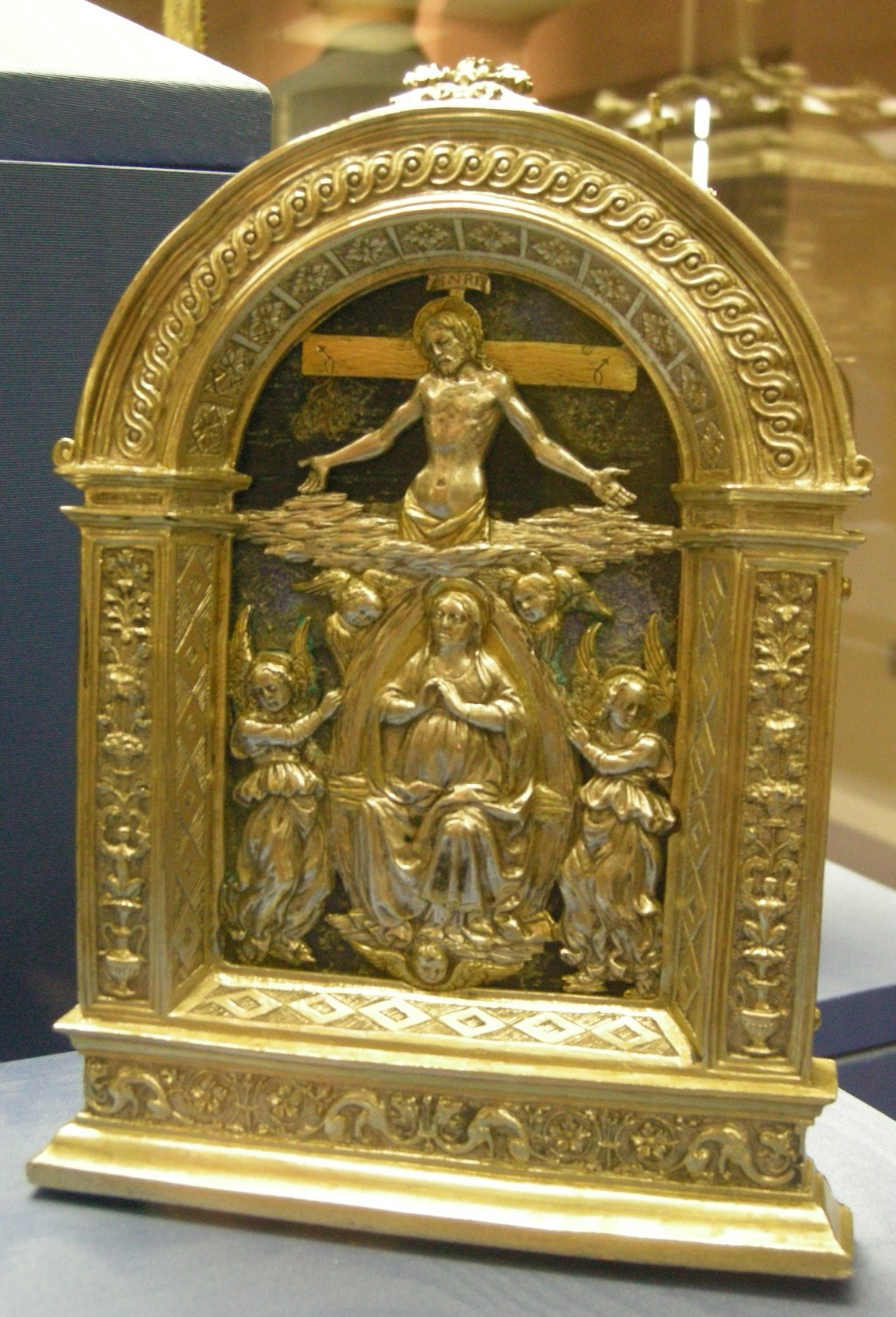
Pax met herrijzenis van Christus, Antonio di Salvi, 1515
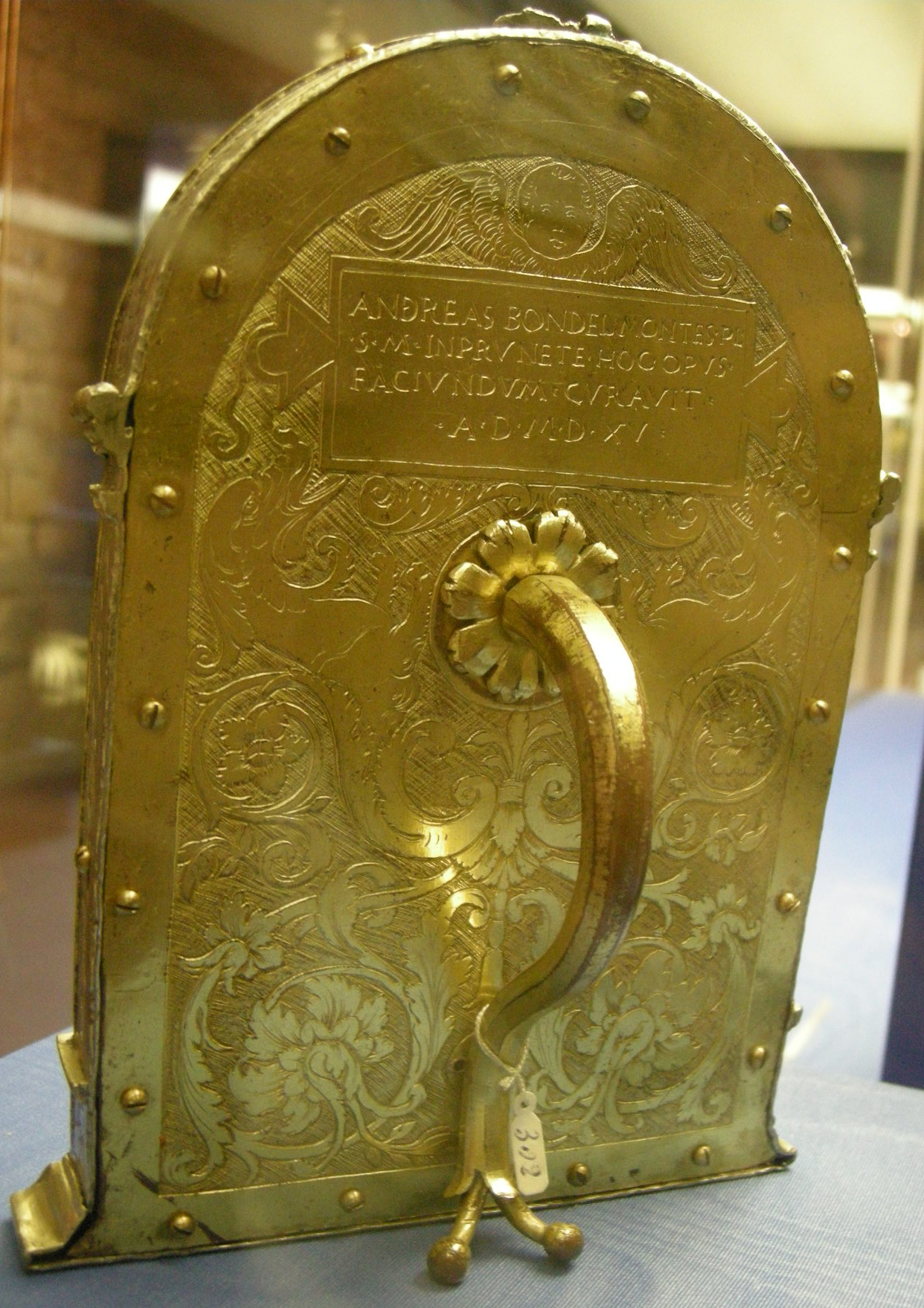
Idem, achterzijde
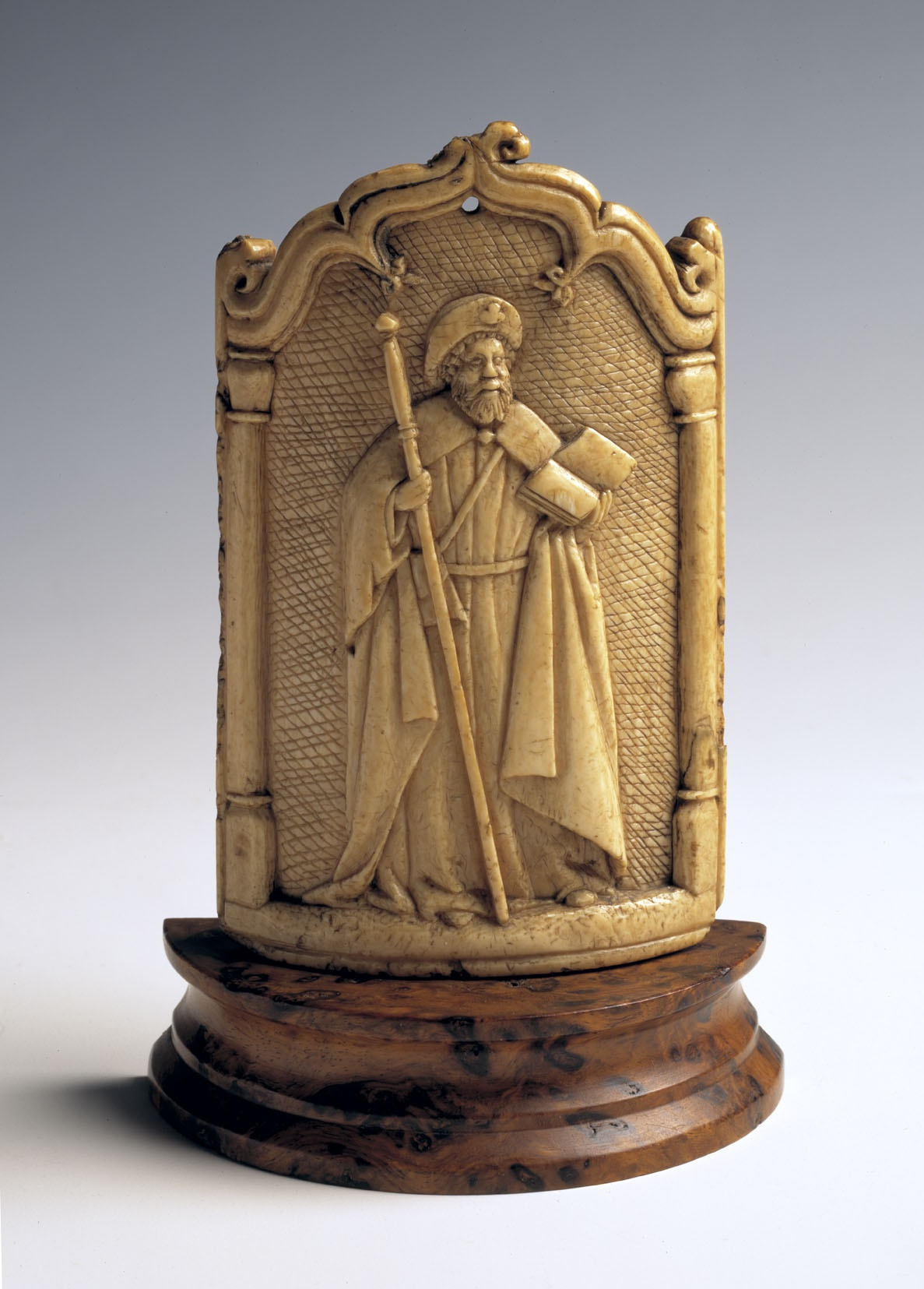
Paxtafel met Jakobus de Meerdere
Paxtafel met de kruisiging

Het Rijksmuseum Amsterdam bewaart o.m. een ivoren exemplaar met de geboorte van Christus van ca. 1480 - ca. 1500...